# Ametyststær
Ametyststær (latin: Cinnyricinclus leucogaster) er en stæreart, der lever i det subsahariske Afrika.